# Église de Kalvola
L'église de Kalvola (en finnois : Kalvolan kirkko) est une église évangélique-luthérienne située dans la conurbation de Kalvola à Hämeenlinna en Finlande.

## Présentation
L'église est construite en 1919–1921 pour remplacer la précédente bâtie en 1802 et détruite par un incendie en 1918.
Elle a une superficie de 256 m2 et elle offre 500 sièges.
Un crucifix fabriqué à Oberammergau repose sur l'autel.
L'orgue à 22-jeux est livré en 1924 par la fabrique d'orgues de Kangasala, qui les rénovera en 1960.
La sacristie de Kalvola est située de l'autre côté de la rue.